# Victoria-Terrasse-Küste
Koordinaten: 54° 24′ S, 3° 24′ O
Die Victoria-Terrasse-Küste (norwegisch Victoria Terrasse; englisch Victoria Terrasse Coast) ist ein 3,9 km langer Küstenabschnitt im Nordosten der Bouvetinsel. Er liegt zwischen dem Kap Valdivia im Nordwesten und dem Kap Lollo im Südosten. Nach Westen schließt sich die Morgenstierne-Küste an, nach Süden die Mowinckel-Küste.
Wissenschaftler des Norwegischen Polarinstituts benannten sie 1980. Namensgeber ist die Victoria Terrasse, ein Gebäudekomplex in der norwegischen Hauptstadt Oslo.